# Magno I da Saxónia
Magno I da Saxónia (1045 — 1106), ou Magno Bilunga, foi duque da Saxónia entre os anos de 1072 e 1106.

## Biografia
Em 1070, ainda antes de ser duque, intrigou um rebelião em que juntou Otão de Nordheim, duque da Baviera, contra o imperador Henrique IV, Sacro Imperador Romano-Germânico da Dinastia saliana. 
Por esse motivo Otão foi acusado de instigar um complô para assassinar o rei, e foi decidido que deveria apresentar-se em batalha com seu acusador. Receando pela vida o duque pediu um salvo-conduto para se deslocar ao local de reunião. Sendo o salvo-conduto recusado ele recusou-se a aparecer, e foi, consequentemente, privado do seu domínio sobre a Baviera, sendo as propriedades saqueadas. 
Com o decorrer da rebelião, em 1071, Magno foi capturado, e preso no Castelo de Harzburgo, a imponente fortaleza imperial que tão controlado pelos homens livres saxões. 
Por não ter descendentes masculinos, Magno I da Saxónia foi o último duque da Saxónia da dinastia Bilunga.

## Relações familiares
Foi filho de Ordulfo da Saxónia (1020 — 28 de Março de 1072), duque da Saxônia, e de Vulfilda da Noruega (c. 1025 - 1072), filha do rei Olavo II da Noruega e Astride Olofsdotter (esta, filha do rei Olavo, o Tesoureiro). 
Casou em 1071 com princesa Sofia da Hungria (1040 — 18 de Junho de 1095), filha do rei Bela I da Hungria, de quem teve:
1. Vulfilda da Saxónia (c. 1075 — 29 de Dezembro de 1126), que se casou com Henrique IX da Baviera "o Negro" (1075 - 13 de Dezembro de 1126), duque da Baviera.
2. Eilica da Saxónia (c. 1080 — 1142), que em 1094 se casou com Otão de Ballenstedt, conde de Anhalt (? — 1123).